# 이치노미야시
이치노미야시(일본어: 一宮市)는 일본 도카이 지방 서부, 아이치현 북서부에 있는 도시이다. 옛 나카시마군에 해당하며 특례시였으나 2021년 4월 1일에 중핵시로 승격하였다.

## 인접하는 자치체
- 아이치현
  - 고난시, 이와쿠라시, 이나자와시, 기타나고야시

- 기후현
  - 하시마시, 가카미가하라시
  - 하시마군 가사마쓰정, 기난정

## 역사
- 1889년 - 나카시마군 이치노미야촌과 이치시키촌이 합병해 이치노미야정이 되었다.
- 1921년 9월 1일 - 시로 승격해 이치노미야시가 되었다.
- 1940년 - 하구리촌과 니시나리촌을 편입하였다.
- 1955년 - 주변의 8개 자치체를 편입하였다.
- 2002년 4월 1일 - 특례시로 지정되었다.
- 2005년 4월 1일 - 비사이시와 하구리군 기소가와정을 편입하였다.

## 교통

### 철도
- 도카이 여객철도
  - 도카이도 본선
- 나고야 철도
  - 나고야 본선
  - 비사이선

### 도로
- 메이신 고속도로
- 도카이호쿠리쿠 자동차도
- 나고야 고속도로
- 국도 제22호선
- 국도 제155호선

## 인구
| 연도 | 인구    | ±%     |
| ---- | ------- | ------ |
| 1940 | 162,599 | —      |
| 1950 | 187,706 | +15.4% |
| 1960 | 258,126 | +37.5% |
| 1970 | 296,141 | +14.7% |
| 1980 | 335,465 | +13.3% |
| 1990 | 346,972 | +3.4%  |
| 2000 | 362,726 | +4.5%  |
| 2010 | 375,621 | +3.6%  |

## 인물
- 토마츠 하루카(성우)